# Quer (kommunhuvudort)
Quer är en kommunhuvudort i Spanien.   Den ligger i provinsen Provincia de Guadalajara och regionen Kastilien-La Mancha, i den centrala delen av landet, 40 km nordost om huvudstaden Madrid. Quer ligger 692 meter över havet och antalet invånare är 1 008.
Terrängen runt Quer är platt åt nordväst, men åt sydost är den kuperad. Runt Quer är det tätbefolkat, med 331 invånare per kvadratkilometer. Närmaste större samhälle är Alcalá de Henares, 15,4 km sydväst om Quer. Trakten runt Quer består till största delen av jordbruksmark.